# Gavião Peixoto
Gavião Peixoto is een gemeente in de Braziliaanse deelstaat São Paulo. De gemeente telt 4.244 inwoners (schatting 2009).

## Aangrenzende gemeenten
De gemeente grenst aan Araraquara, Boa Esperança do Sul, Matão en Nova Europa.